# Eburodacrys seabrai
Eburodacrys seabrai es una especie de escarabajo longicornio del género Eburodacrys, tribu Eburiini, subfamilia Cerambycinae. Fue descrita científicamente por Zajciw en 1958.

## Descripción
Mide 10-18 milímetros de longitud.

## Distribución
Se distribuye por Argentina, Bolivia y Brasil.